# Александар Галибин
Александар Владимирович Галибин (рус. Александр Владимирович Галибин; Лењинград, 27. септембар 1955) је совјетски и руски филмски и позоришни глумац, водитељ и редитељ. Почасни је глумац Руске Федерације.
Публици из Србије постао је познат након улоге генерала Петра Врангела у серији Сенке над Балканом, 2017. године .

## Биографија
Рођен је 27. септембра 1955. године у Лењинграду (данашњи Санкт Петербург). Његов отац био је столар и радио је као дизајнер у филмском студију Ленфилм. Глумачку каријеру започео у Омладинском уметничком позоришту у оквиру Санктпетербуршке образовне установе младих креатора. У периоду од 1973. до 1977. године похађао је глумачки смер на Руском државном институту за сценске уметности у Санкт Петербургу.
Од 1977. до 1979. године био је глумац позоришта Вере Фјодоровне. Играо је у у представама Цар Борис, Пет вечери, Легенда о дворској луди и у многим другим.
Године 1976. добија своју прву улогу у филму ...И други званичници, где је играо у улози Јурија Константинвича Иванова. Након тога добио је улогу у филму Кафана у Пјатницкој улици, 1978. године. Током своје глумачке каријере два пута је био у улози Николаја II Александровича, у филмовима Живот Клима Самгина и Романови : Крунисана породица. Од 1981. до 1988. године глумио је у оквиру филмског студија Ленфилм.
Године 1985. добио је главну улогу, Или Крутина у совјетско-вијетнамском филму Координате смрти.
У Државном позоришту младих у Санкт Петербургу, 1993. године режирао је своју прву представу, која је препозната као најбољи редитељски рад 1993. године.
Од 1993. до 1995. године радио је као други редитељ позоришта Литеној у Санкт Петербургу.
У Руском драмском позоришту А. С. Пушкина режирао је представе Ученик (1995), Легенда о цару Петру и његовом убијеном сину Алексеју (1997) и представу Женидба (1998).
Од 2003 - 2005. био је први режисер у Руском драмском позоришту А. С. Пушкина и режирао је представе Анганжман, Динамо и представу Нора. У периоду од 2000. до 2003. године био је главни режисер позоришта Глобус у граду Новосибирск, док је од 2008. године постављен за руководиоца Московског позоришта Константин Станиславски. У јулу 2011. године, Министарство културе Москве није обновило уговор са Галибином и он је напустио позориште.

## Породица
Галибин из брака са првом женом, Олгом Наруцком, режисерком, глумицом и филологом има ћерку Марију (рођ. 1978) и унуку Елизавету (рођ 1999). Након окончавања брака са Наруцком, жени се са Рут Викенем (рођ. 1946) књижевницом и педагогом. Са трећом женом, глумицом Ирином Савицковом има ћерку Ксенију (рођ. 2003) и сина Василија (рођ. 2014).

## Филмографија
| Улоге Александра Галибина |                                                 |                    |                            |           |
| Година                    | Српски назив                                    | Изворни назив      | Улога                      | Напомена  |
| 1976.                     | ...И други званичници                           |                    | Јуриј Константинвич Иванов |           |
| 1978.                     |                                                 |                    | Борисович Иванцов          |           |
| 1980.                     | Кафана у Пјатинској улици                       |                    | Пашка                      |           |
| 1980.                     |                                                 |                    |                            | тв серија |
| 1980.                     | Исто као и ми!                                  |                    |                            |           |
| 1981.                     | Храброст                                        |                    | Сергеј Голисин             | тв серија |
| 1981.                     |                                                 |                    | Петер Мунк                 |           |
| 1981.                     | Сто задовољства, или књига великих открића      |                    |                            |           |
| 1982.                     |                                                 |                    |                            |           |
| 1982.                     |                                                 |                    | принц Жак                  |           |
| 1982.                     | Моја љубавна револуција                         |                    |                            |           |
| 1983.                     | Нисмо венчани у цркви                           |                    |                            |           |
| 1983.                     | Ко ће платити срећу?                            |                    |                            |           |
| 1983.                     |                                                 |                    |                            | тв филм   |
| 1983.                     | Без великог ризика                              |                    |                            |           |
| 1984.                     |                                                 |                    |                            |           |
| 1984.                     |                                                 |                    | Кузима                     |           |
| 1985.                     |                                                 |                    | Тимофеј Зубков             |           |
| 1985.                     |                                                 |                    | Серјожа                    | тв серија |
| 1985.                     | Ја сам одговоран за вас                         |                    | мама Даша                  |           |
| 1986.                     | Координате смрти                                |                    |                            |           |
| 1986.                     |                                                 |                    |                            |           |
| 1986.                     | Пут према себи                                  |                    |                            | тв серија |
| 1986.                     | Изузетак без правила                            |                    |                            | тв филм   |
| 1987.                     | Сребрне жице                                    |                    | Василиј Андрејев           |           |
| 1988.                     | Живот Клима Самгина                             |                    | Николај II Александрович   | тв серија |
| 1988.                     | Мушкарац и кћер Тамаре Александрове             |                    | Зенида                     |           |
| 1988.                     |                                                 |                    |                            |           |
| 1990.                     | Историја болести                                |                    | официр                     | тв филм   |
| 1990.                     |                                                 |                    | преварант                  |           |
| 2000.                     | Романови : Крунисана породица                   |                    | Николај II Александрович   |           |
| 2004.                     |                                                 |                    | Громов                     |           |
| 2004.                     | Мајстор и Маргарита                             |                    | мајстор                    | тв серија |
| 2007.                     |                                                 |                    |                            |           |
| 2007.                     | Он, она и ја                                    |                    | Дмитри                     |           |
| 2007.                     |                                                 |                    | Иљукин                     | тв серија |
| 2007.                     | Наши грехови                                    |                    |                            | тв филм   |
| 2008.                     |                                                 |                    |                            |           |
| 2012.                     | Белый мавр, или Интимные истории о моих соседях |                    |                            |           |
| 2012.                     |                                                 |                    |                            | тв серија |
| 2013.                     | Лоша крв                                        |                    |                            | тв серија |
| 2014.                     |                                                 |                    |                            | тв серија |
| 2014.                     | Криминално наследство                           |                    |                            | тв серија |
| 2014.                     | 22 минута                                       |                    |                            |           |
| 2014.                     | Галаксија млечног пута                          |                    |                            |           |
| 2016.                     |                                                 |                    | професор Радомски          | тв серија |
| 2016.                     |                                                 |                    |                            |           |
| 2017.                     |                                                 |                    | Кисељов                    | тв серија |
| 2017.                     |                                                 |                    |                            | тв серија |
| 2017.                     |                                                 |                    | Борис Савенков             | тв серија |
| 2017.                     | Сенке над Балканом                              | Сенке над Балканом | генерал Петар Врангел      | тв серија |

## Награде и признавања
- Почасни уметник Руске Федерације (1991)
- Почасни глумац Руске Федерације (2006)
- Награда Федерације кинематографских клубова Русије за режију филма Златна риба (2016)
- Орден Пријатељства (2017)